# Sharpsburg (Kentucky)
Sharpsburg é uma cidade localizada no estado americano de Kentucky, no Condado de Bath.

## Demografia
Segundo o censo americano de 2000, a sua população era de 295 habitantes.
Em 2006, foi estimada uma população de 314, um aumento de 19 (6.4%).

## Geografia
De acordo com o United States Census Bureau tem uma área de
0,5 km², dos quais 0,5 km² cobertos por terra e 0,0 km² cobertos por água.

## Localidades na vizinhança
O diagrama seguinte representa as localidades num raio de 24 km ao redor de Sharpsburg.